# Khīvalī
Khīvalī (persiska: Khīvahlī, خيولی) är en ort i Iran.   Den ligger i provinsen Golestan, i den norra delen av landet, 300 km nordost om huvudstaden Teheran. Khīvalī ligger 15 meter över havet och antalet invånare är 959.
Terrängen runt Khīvalī är platt. Runt Khīvalī är det ganska tätbefolkat, med 108 invånare per kvadratkilometer. Närmaste större samhälle är Saqar Yelqī, 17,7 km väster om Khīvalī. Trakten runt Khīvalī består till största delen av jordbruksmark.